# Adrienne Morrison
Mabel Adrienne Morrison (New York, 1 maart 1883 - aldaar, 20 november 1940) was een Amerikaanse toneelactrice in het begin van de 20e eeuw.

## Biografie
Morrison werd geboren in New York op 1 maart 1883 als dochter  van acteur Lewis Morrison en actrice Rose Wood. Aan moeder's kant was ze de zevende generatie van een Engelse theaterfamilie.
Morrison verscheen voor het eerst met haar moeder op het podium toen ze 6 maanden oud was, in een productie van The Cricket on the Hearth. Op 14-jarige leeftijd keerde ze terug naar het podium om Julia te spelen.
In november 1903 trouwde ze in Jersey City met acteur Richard Bennett, maar ze behield haar meisjesnaam. Hun dochters Barbara, Constance en Joan zouden allemaal filmactrices worden. Van de drie zou Joan de bekendste worden, hoewel ook Constance veel succes kende. Barbara behaalde nooit het succes van haar zussen.
In 1905 speelde ze Nat-u-ritch, een inheemse Amerikaanse vrouw, in het toneelstuk The Squaw Man met William Faversham. Van september 1910 tot mei 1911 acteerde ze met haar man Richard Bennett in The Deep Purple. Ze speelde ook in Damaged Goods, Hamlet, Love for Love en The Servant in the House.
Morrison zei in 1926 het theater vaarwel, maar maakte in mei 1940 een korte terugkeer in het toneelstuk Grey Farm in het Hudson Theatre.
Van 1930 tot 1932 regisseerde Morrison Children's Players, een gezelschap van volwassen acteurs die toneelstukken voor kinderen brachten in de omgeving van New York, Connecticut en New Jersey.
In april 1925 scheidden Morrison en Bennett. In januari 1927 trouwde ze met Eric Seabrooke Pinker. Dat huwelijk bracht geen kinderen voort, maar hield stand tot haar dood in 1940.
Morrison overleed op 20 november 1940 aan een hartaanval in haar appartement in New York.